# آرتور دانکل
آرتور دانکل (به انگلیسی: Arthur Dunkel) زاده (آگوست ۲۶، ۱۹۳۲ - ژوئن ۸، ۲۰۰۵) فردی سوئیسی (زاده پرتغال) ریاست جمهوری آی‌سی‌ام‌سی را نیز به عهده داشه.